# Ischnothele jeremie
Espèce
Ischnothele jeremie est une espèce d'araignées mygalomorphes de la famille des Ischnothelidae.

## Distribution
Cette espèce est endémique d'Haïti. Elle se rencontre vers Jérémie et Formond dans le massif de la Hotte.

## Description
La carapace du mâle holotype mesure 4,35 mm de long sur 3,85 mm.

## Étymologie
Son nom d'espèce lui a été donné en référence au lieu de sa découverte, Jérémie.

## Publication originale
- Coyle, 1995 : A revision of the funnelweb mygalomorph spider subfamily Ischnothelinae (Araneae, Dipluridae). Bulletin of the American Museum of Natural History, no 226, p. 1-133 (texte intégral).